# Rockdale County
Rockdale County är ett administrativt område i delstaten Georgia, USA, med 85 215 invånare. Den administrativa huvudorten (county seat) är Conyers. 

## Geografi
Enligt United States Census Bureau så har countyt en total area på 342 km². 338 km² av den arean är land och 4 km² är vatten.

### Angränsande countyn
- Gwinnett County, Georgia - nord
- Newton County, Georgia - öst
- Walton County, Georgia - öst
- Henry County, Georgia - syd
- DeKalb County, Georgia - väst